# Miss Rusia 2022
Miss Rusia 2022 fue la 28.ª edición del certamen Miss Rusia. La competencia se llevó a cabo el 25 de julio de 2022 y fue la primera edición de la competencia que se realiza desde 2019. El concurso se transmitió en Okko. Alina Sanko de Azov coronó a Anna Linnikova de Oremburgo como su sucesora al final del evento.

## Resultados
| Posiciones        | Candidata |
| ----------------- | --- |
| Miss Rusia 2022   | - Oremburgo - Anna Linnikova |
| Primera finalista | - Chuvasia - Anna Budayeva |
| Segunda finalista | - Krai de Jabárovsk - Daria Nemayeva |
| Top 10            | - Cheliábinsk - Anastasia Sofina - Kazán - Lyaysan Tagirova - Moscú - Kristina Sakharova - Rostov del Don - Anna Rybalko - San Petersburgo - Valeria Valuyko - Tartaristán - Anna Semyonovykh - Ekaterimburgo - Violetta Sarayeva |

## Candidatas
25 candidatas compitieron por el título.
| #  | Representando a      | Nombre              | Edad | Resultado         |
| -- | -------------------- | ------------------- | ---- | ----------------- |
| 1  | Chuvasia             | Anna Budayeva       | 19   | Primera finalista |
| 2  | Rostov del Don       | Anna Rybalko        | 18   | Top 10            |
| 3  | Nizhnekamsk          | Anna Atamanova      | 18   |                   |
| 4  | Cheliábinsk          | Anastasia Sofina    | 19   | Top 10            |
| 5  | Krai de Jabárovsk    | Daria Nemayeva      | 19   | Segunda finalista |
| 6  | Ivánovo              | Maria Kuznetsova    | 18   |                   |
| 7  | Kazán                | Lyaysan Tagirova    | 22   | Top 10            |
| 8  | Oremburgo            | Anna Linnikova      | 22   | Miss Rusia 2022   |
| 9  | Óblast de Penza      | Diana Valyakina     | 23   |                   |
| 10 | Óblast de Moscú      | Akulina Morozova    | 19   |                   |
| 11 | Cheboksary           | Yana Galanina       | 19   |                   |
| 12 | San Petersburgo      | Valeria Valuyko     | 23   | Top 10            |
| 13 | Moscú                | Kristina Sakharova  | 20   | Top 10            |
| 14 | Óblast de Sverdlovsk | Ekaterina Sokolova  | 21   |                   |
| 15 | Udmurtia             | Valeria Belyayeva   | 22   |                   |
| 16 | Perm                 | Ksenia Strelkova    | 21   |                   |
| 17 | Engels               | Polina Ivanova      | 19   |                   |
| 18 | Yemanzhelinsk        | Yana Krutitskikh    | 18   |                   |
| 19 | Yalta                | Anastasia Evmenenko | 22   |                   |
| 20 | Ekaterimburgo        | Violetta Sarayeva   | 20   | Top 10            |
| 21 | Penza                | Veronika Fayerovich | 22   |                   |
| 22 | Toliatti             | Olga Pynu           | 19   |                   |
| 23 | Krai de Primorie     | Elizaveta Mits      | 19   |                   |
| 24 | Tver                 | Natalya Pavlova     | 19   |                   |
| 25 | Tartaristán          | Anna Semyonovykh    | 21   | Top 10            |

## Jurado
- Dmitry Malikov - cantante y músico[1]
- Vladimir Matetsky - compositor, productor y locutor de radio[1]
- Maxim Privalov - presentador de radio y televisión[1]